# Pulo Tukok
Pulo Tukok is een bestuurslaag in het regentschap Pidie van de provincie Atjeh, Indonesië. Pulo Tukok telt 510 inwoners (volkstelling 2010).